# Calliandra cynometroides
Calliandra cynometroides är en ärtväxtart som beskrevs av Richard Henry Beddome. Calliandra cynometroides ingår i släktet Calliandra och familjen ärtväxter. Inga underarter finns listade i Catalogue of Life.